# Мэнсон, Марк
Марк Мэнсон (англ. Mark Manson) — американский предприниматель, блогер, публицист, автор и консультант по личностному развитию. Ведёт блог под своим именем на одноимённом сайте. По состоянию на 2019 год написал три книги. Работа «Тонкое искусство пофигизма» заняла шестое место в списке бестселлеров The New York Times.

## Ранние годы и образование
Марк Мэнсон вырос в Остине, штат Техас, США. В 2007 году переехал в Бостон, штат Массачусетс, где окончил Бостонский университет по специальности международный бизнес.

## Блоги
Свой первый блог начал вести в 2009 году. Позже, надеясь заработать в качестве «цифрового кочевника», переехал за границу, начал вести блог и зарабатывал на жизнь в качестве сотрудника маркетингового стартапа.
Свой блог Мэнсон размещает на сайте markmanson.net; в 2014 году число посетителей составляло 400 тыс. в месяц, а к 2016 году это число увеличилось до 2 миллионов. Мэнсон пишет об отношениях, вопросах жизненного выбора, психологии и современной американской культуре.

## История публикации
Свою первую книгу «Models: Attract Women Through Honesty» Мэнсона опубликовал в 2011 году за собственные средства и, к 2014 году было продано более 15 000 экземпляров. В 2017 году книга была переиздана австралийским издательством Pan Macmillan.
Вторая книга Мэнсона «The Subtle Art of Not Giving a F*ck» (в русском переводе Тонкое искусство пофигизма) была опубликована в 2016 году. Заняла шестое место в списке бестселлеров New York Times.
Третья книга Мэнсона «Everything Is F*cked: A Book About Hope» (в русском переводе – Всё хреново. Книга о надежде), продолжение прошлой книги, была опубликована в 2019 году издательством HarperCollins. Российское издание 2022 года подверглось цензуре: несколько строк, в которых автор сравнивает СССР с нацистской Германией, скрыты. Сноска внизу страницы поясняет, что это сделано по требованию российского законодательства.